# 上官靈鳳
上官靈鳳（Polly Kuan，1949年10月10日—），本名許治美，台灣屏東縣出生，籍貫廣東。1970年代女性武打演員，母親是歌手歐陽如。

## 生平
上官靈鳳出生於屏東縣，屏東女中二年級時輟學進入台灣聯邦影業公司做演員，在胡金銓執導的《龍門客棧》一片中，上官靈鳳憑藉自己的出色表演而一舉成名。為演出俠女片，上官靈鳳擁有空手道和跆拳道二段身手。1972年上官靈鳳前往香港發展，參與嘉禾影業公司主演了時裝武打片《馬路小英雄》，上官靈鳳以此片獲得第11屆金馬獎最佳女主角獎。
1981年息影後赴美，於功夫館教授跆拳道。

## 電影
- 1967 《龍門客棧》
- 1968 《一代劍王》
- 1970 《烈火》
- 1971 《萬里雄風》
- 1971 《十萬金山》
- 1971 《武林龍虎鬥》
- 1971 《黑白道》
- 1972 《女拳師》（又名《豹子灣》）
- 1973 《鬼面人》
- 1973 《強人》
- 1973 《女英雄飛車奪寶》
- 1973 《雙面女煞星》
- 1973 《馬路小英雄》
- 1973 《大小游龍》
- 1974 《奪寶奇譚》
- 1974 《小英雄大鬧唐人街》
- 1975 《女兵日記》
- 1975 《妙手千金》
- 1975 《尚方寶劍》
- 1975 《五嬌娃》
- 1975 《戰地英豪》
- 1975 《大明英烈》
- 1975 《少林寺十八銅人（英语：18 Bronzemen）》
- 1975 《一門忠烈》（又名《大英豪》）
- 1976 《一代忠良》
- 1976 《狼牙口》
- 1976 《九龍城風波》
- 1976 《大忠烈》
- 1976 《雍正大破十八銅人》
- 1976 《黃道吉日》
- 1976 《大太監》
- 1976 《呂四娘闖少林》
- 1976 《張三丰獨闖少林》
- 1977 《甘聯露大破紅蓮寺》
- 1977 《十三太保李存孝》
- 1977 《十大掌門》
- 1977 《少林叛徒》
- 1977 《金羅漢》
- 1977 《擎天劍飄香》
- 1977 《南劍北鞭鐵扇子》
- 1977 《龍威山莊》
- 1977 《十八羅漢》
- 1977 《十二生肖》
- 1977 《五虎屠狂龍》
- 1977 《隱俠恩仇錄》
- 1977 《金沙燕》
- 1977 《霹靂嬌娃》
- 1977 《人比人笑死人》
- 1977 《追魂太陽劍》
- 1977 《諸葛四郎大鬥雙假面》（英文標題：Little Hero）
- 1977 《火鳳凰》
- 1978 《車馬砲》
- 1978 《百戰保山河》
- 1978 《龍門大刺殺》
- 1979 《苦海女神龍》
- 1980 《五嬌娃霹靂衝》

## 電視劇
- 中視《大警網》（1989年）

## 外部連結
- 上官靈鳳在互联网电影资料库（IMDb）上的資料（英文）（英文）
- 在AllMovie上上官靈鳳的頁面（英文）
- 上官靈鳳在香港影庫上的簡介
- 上官靈鳳在豆瓣上的资料（简体中文）
- 上官靈鳳在时光网上的簡介（简体中文）
- 人民網 俠女影后上官靈鳳（页面存档备份，存于）